# Hutang (ort)
Hutang (kinesiska: 湖塘) är en ort i Kina. Den ligger i provinsen Jiangsu, i den östra delen av landet, omkring 88 kilometer sydost om provinshuvudstaden Nanjing.
Runt Hutang är det tätbefolkat, med 790 invånare per kvadratkilometer. Närmaste större samhälle är Licheng, 11,8 km söder om Hutang. Trakten runt Hutang består till största delen av jordbruksmark.
Genomsnittlig årsnederbörd är 1 542 millimeter. Den regnigaste månaden är juli, med i genomsnitt 268 mm nederbörd, och den torraste är december, med 50 mm nederbörd.